# 克萊頓鎮區 (北達科他州伯克縣)
克萊頓鎮區（英語：Clayton Township）是位於美國北達科他州伯克縣的一個鎮區。

## 地方資料
克萊頓鎮區的面積為93.40平方千米，當中陸地面積為91.78平方千米，而水域面積為1.62平方千米。根據2010年美國人口普查的數據，當地共有人口34人，而人口密度為每平方千米0.36人。